# Direct simulation Monte Carlo法
Direct Simulation Monte Carlo法（直接シミュレーションモンテカルロ法、略称：DSMC法）は、有限クヌーセン数をもつ希薄気体の流れをシミュレートするための数値的手法である。シドニー大学航空工学名誉教授であるGraeme A. Bird教授によって提案された。ここでは、ボルツマン方程式を解くための確率論的なアプローチ (モンテカルロ法) が用いられる。
現在、DSMC法は、スペースシャトル再突入時の空気力学の推定から、ターボ分子ポンプや真空放電に利用される希薄気体力学の解析、MEMSの設計に至るまで、様々な流れの解法に適用されている。

## 希薄気体とDSMC法
DSMC法では希薄気体を扱うが、ここで想定する気体分子の平均自由行程は代表長さスケールと同じオーダーか、またはそれ以上である。これは、クヌーセン数 {\displaystyle Kn} に対して {\displaystyle Kn\geq 1} であることに相当する。
超音速や極超音速の流れでは、希薄度はクヌーセン数とマッハ数 {\displaystyle Ma} の積 ({\displaystyle Kn\,Ma}) 、もしくはTsienのパラメーター ({\displaystyle Ma^{2}/Re}) によって特徴付けられる。ここで、{\displaystyle Re} はレイノルズ数である。
これらの希薄流れでは、ナビエ・ストークス方程式は不正確になる場合があり、一般的にはボルツマン方程式で記述される。DSMC法は、シミュレーション粒子を用いて、ボルツマン方程式に従う流れをモデル化する。DSMC法を連続流領域 ({\displaystyle Kn<1}) まで拡張したモデルもあり、ナビエ・ストークス方程式の解との比較も可能である。

## サンプル粒子
希薄気体とはいえ、現実の気体分子は膨大な数であり、それらを全てシミュレーションで扱うことは（たとえスーパーコンピュータを以てしても）ほとんど不可能である。そこで サンプル粒子（サンプル分子）と呼ばれる仮想の粒子を用いて、ボルツマン方程式が確率的にシミュレートされる。1つのサンプル粒子は多数の現実の分子を代表しており、その数をサンプル粒子の 重み (weight) と呼ぶ。DSMC法のシミュレーションでは、重みの小さいサンプル粒子を多数扱うことで統計的な精度が向上する場合もあるが、一方で、処理時間がサンプル粒子数に比例して増大するというリスクも持つ。
非定常流の特性が再現されるためには、現実の物理時間と物理空間の変化に基づく尺度で、サンプル分子がシミュレーションの物理時間と物理空間を進む必要がある。

## 衝突
DSMC法では、「分子の移動フェーズと衝突フェーズを、平均衝突時間よりも短い時間間隔においては分離して考えてよい」ことを基本的に仮定している。分子間衝突と分子-表面間衝突は、確率論的かつ現象論的なモデルを使用して計算される。典型的なDSMC法では、衝突確率の計算や衝突ペアとなるサンプル粒子の決定を行うための計算格子が使用される。分子モデルには剛体球 (Hard Sphere; HS) モデル、可変剛体球 (Variable Hard Sphere; VHS) モデル、および可変軟体球 (Variable Soft Sphere; VSS) モデルがよく使用される。衝突モデルに関しては、様々なモデルが提案されている。

## DSMCソフトウェア
公開されているツール:
- DS1V、DS2V、および DS3V[8] は、Bird教授によって書かれたオリジナルのDSMCプログラムである。シミュレーションの構成とポスト処理に利用できるGUIが含まれる。
- PI-DSMC[9] は2次元流れと3次元流れのための商用DSMCパッケージである。ドイツのMartin Rose博士によって開発、販売されている。無料で利用できる機能限定版が公開されている。
- SPARTA[10] はサンディア国立研究所で開発されたオープンソースの2次元/3次元のシミュレーションコードである。C++言語で記述されている。衝突と化学反応は、デカルト(直交)メッシュにより計算される。物理オブジェクトが存在する場所にはカットセルが使用される。コードはGPLライセンスの下で利用できる。
- MAP[11] は、NASAのラングレー研究所で開発された汎用DSMCコードである。これはDACから派生した、八分木ベースの0次元/2次元/軸対称/3次元の実装である。MPIによるマルチCPUでの並列処理や、SPARTAで使用されるカットセルアルゴリズムも採用されている。MAPはEAR99に分類されており、米国内外を問わず、Webから申請すれば自由に利用できる。
- MGDS [12] は、ミネソタ大学のTom Schwartzentruber教授のグループらにより開発された、完全3次元のDSMCソルバーである。3レベルのアダプティブメッシュとカットセルアルゴリズムが組み込まれている。
- dsmcFoam+[13] はOpenFOAMフレームワーク内で実装されたDSMCソルバーである。MPIによる並列処理も可能である。オープンソースであり、コードがGPLv3ライセンスの下で頒布されている。

国内外の販売製品:
- SAMADII/SCiV[14] は、韓国企業のMetariver Technology社が開発および販売している、マルチGPUシステムをベースとした汎用の3次元DSMCソフトウェアである。
- DSMC-Neutrals[15] は、日本企業のウェーブフロント社が開発および販売しているDSMCパッケージである。2次元/2次元軸対称/3次元のシミュレーションがMPIで並列処理される。非構造格子メッシングと可視化ツールも含まれている。
- ultraSPARTS [16] は、台湾企業のPlasma Taiwan Innovative Corporation社が管理するDSMCコードである。C++言語で記述されており、ユーザーが独自のプログラムを作成可能な環境との同時提供がされている。

その他に、
- MONACO（米）[17]
- SMILE（露）[18]
- DAC（米）[19]
- MGDS（米）[12]
- HAP（米）[20]

などの研究用コードが存在するが、国家の安全保障に関わるため、これらのコードは利用できる地域や目的が制限されている。

## 教科書
- Graeme A. Bird, 'The DSMC Method', ISBN 978-1492112907